# Tobias Lundström
Tobias Lundström, född 2 mars 1977, är en svensk före detta ishockeymålvakt med IFK Kiruna som moderklubb. Han spelade senast i IF Björklöven; efter att spelarkontraktet gått ut (30 april 2008) bestämde han sig för att flytta hem till Kiruna. Han avslutade därmed sin spelarkarriär.

## Statistik
| Säsong    | Klubb      | Serie           | Matcher | Räddnings- procent |
| --------- | ---------- | --------------- | ------- | ------------------ |
| 1994-1995 | Modo       | Elitserien      | 1       | 84,2               |
| 1995-1996 | Modo       | Elitserien      | 0       | -                  |
| 1996-1997 | Kiruna AIF | Division 1      | 28      | -                  |
| 1996-1997 | Modo       | Elitserien      | 0       | -                  |
| 1997-1998 | Modo       | Elitserien      | 6       | 85,2               |
| 1998-1999 | Modo       | Elitserien      | 10      | 89,7               |
| 1999-2000 | Modo       | Elitserien      | 40      | 89,6               |
| 1999-2000 | Tre Kronor | Internationellt | 3       | -                  |
| 2000-2001 | Modo       | Elitserien      | 45      | 88,8               |
| 2001-2002 | Modo       | Elitserien      | 23      | 89,1               |
| 2002-2003 | Björklöven | Allsvenskan     | 21      | 91,3               |
| 2003-2004 | Björklöven | Allsvenskan     | 10      | 87,8               |
| 2004-2005 | Björklöven | Allsvenskan     | 23      | 92,2               |
| 2005-2006 | Björklöven | Allsvenskan     | 31      | 92,0               |
| 2006-2007 | Björklöven | Allsvenskan     | 21      | 91,4               |
| 2007-2008 | Björklöven | Allsvenskan     | 28      | 92,6               |